# Licania micrantha
Licania micrantha är en tvåhjärtbladig växtart som beskrevs av Friedrich Anton Wilhelm Miquel. Licania micrantha ingår i släktet Licania och familjen Chrysobalanaceae. Inga underarter finns listade i Catalogue of Life.